# Zelluloid (Album)
Zelluloid ist das dritte Studioalbum der deutschen Rockband Unheilig. Das Originalalbum enthält 14, die Limited-Edition 16 Lieder, die alle vom Sänger der Band, dem Grafen, geschrieben, instrumentiert und produziert wurden. Die Erstveröffentlichung des Albums fand am 16. Februar 2004 in Deutschland statt, in Österreich und der Schweiz ist das Album erst seit der Wiederveröffentlichung im Jahr 2009 zu erwerben. Das schwarz-weiß gehaltene Cover des Albums zeigt eine alte Filmrolle. Das Album wurde unter dem Label Four.Rock herausgebracht. Das Album enthält eine Mischung aus elektronischer Musik und Rock. Neben der normalen Version des Albums, gibt es noch eine Limited Edition, welche ein kleineres Poster beinhaltet und weltweit auf 5.555 Einheiten limitiert ist.

## Titelliste
| Original 1. Die Filmrolle – 1:35 2. Zauberer – 4:11 3. Hört mein Wort – 4:50 4. Willst du mich – 3:46 5. Himmelherz – 5:54 6. Auf zum Mond – 5:59 7. Freiheit – 5:23 8. Herz aus Eis – 5:09 9. Sieh’ in mein Gesicht – 4:23 10. Mein König – 5:17 11. Fabrik der Liebe – 5:21 12. Tanz mit dem Feuer – 5:34 13. Feier dich! – 4:48 14. Zelluloid – 4:00 | Limited Edition 1. Die Filmrolle – 1:35 2. Zauberer – 4:11 3. Hört mein Wort – 4:50 4. Willst du mich – 3:46 5. Himmelherz – 5:54 6. Auf zum Mond – 5:59 7. Freiheit – 5:23 8. Herz aus Eis – 5:09 9. Sieh’ in mein Gesicht – 4:23 10. Mein König – 5:17 11. Fabrik der Liebe – 5:21 12. Tanz mit dem Feuer – 5:34 13. Feier dich! – 4:48 14. Zeig mir, dass ich lebe – 4:09 15. Wenn du lachst – 4:07 16. Zelluloid – 4:00 |